# Georgios Karaiskakis (Gemeinde)
Georgios Karaiskakis ist eine Gemeinde im Südosten der griechischen Region Epirus. Sie liegt im gebirgigen Osten des Regionalbezirks Arta und besteht aus 84 bewohnten Dörfern, von denen nur zwölf die Einwohnerzahl von 100 überschreiten. Größte Siedlung ist Panagia mit 450 Einwohnern, der Verwaltungssitz der Gemeinde befindet sich in der Ortsgemeinschaft Ano Kalendini, wobei die wichtigsten Gemeindeeinrichtungen in dem Dorf Epano Sesi (247 Einwohner) liegen.
Die Gemeinde entstand zum 1. Januar 2011 aus der Fusion dreier Gemeinden, die ihrerseits 1997 aus 16 kleinen Landgemeinden gebildet worden waren. Eine dieser Gemeinden wurde damals nach Georgios Karaiskakis benannt, einem General während der Griechischen Revolution, der in Skoulikaria geboren wurde und in Griechenland als Nationalheld gilt. Der Name ging 2011 auf die neue Gemeinde über.
Georgios Karaiskakis erstreckt sich zwischen den Flüssen Arachthos und Acheloos. Zwei Gebirgsmassive prägen die Landschaft: im Süden der nördliche Teil der Ori Valtou mit dem Gavrovo (1852 m) als höchstem Punkt der Gemeinde, im Nordosten der südliche Teil des felsigen, hufeisenförmigen Massivs des Kanalia oder Kokkinolakkos (1796 m). Um die felsigen Berge ist die Gemeinde großenteils von Wald bedeckt, die gesamte Region steht als Natura-2000-Gebiet unter Naturschutz.
Die Wasser der Gebirge sammelt der Fluss Kalendinis, der im Nordwesten der Gemeinde entspringt und auf rund 150 m Seehöhe in der westlichen Nachbargemeinde Nikolaos Skoufas in den Pournari-Stausee mündet, wo er sich mit den Wassern des Arachthos vereint. Die umgebenden Gemeinden sind (im Uhrzeigersinn, beginnend im Norden) Kendrika Tzoumerka, Argithea, Agrafa, Amfilochia und Nikolaos Skoufas.
Das Gebiet der auch heute noch sehr abgelegenen Gemeinde gehört zum Gebiet der legendären Armatolen und Klephten, Briganten, die sich im 18. und 19. Jahrhundert gegen die osmanische Herrschaft auflehnten. Sehenswürdigkeiten sind einige ältere Klöster und Kirchen.

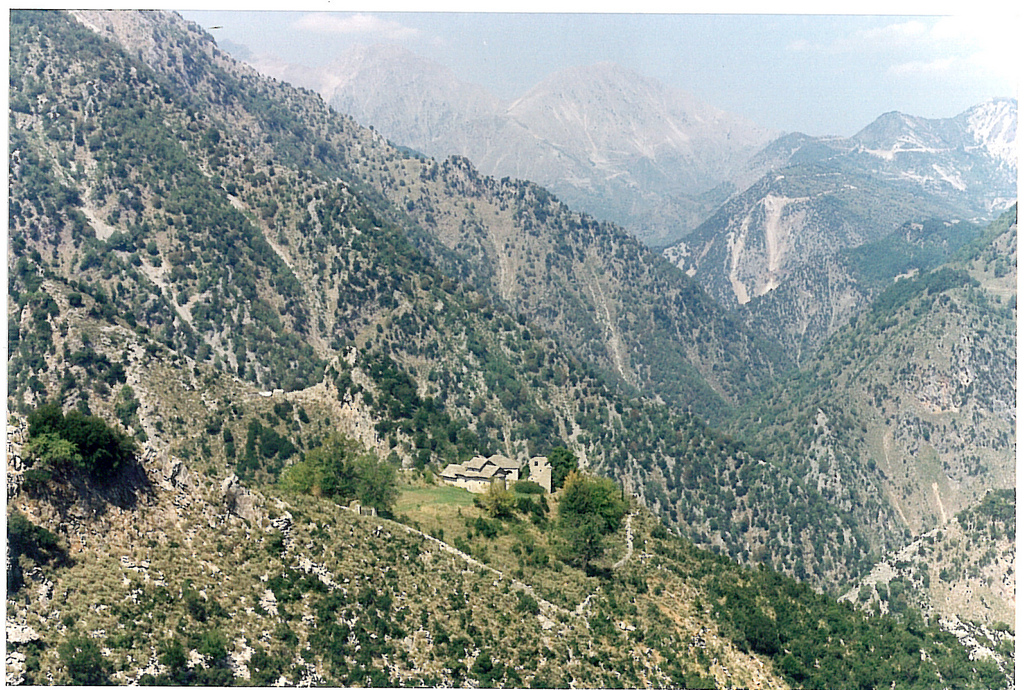
Berglandschaft im Osten der Gemeinde mit dem Kloster Seltsou
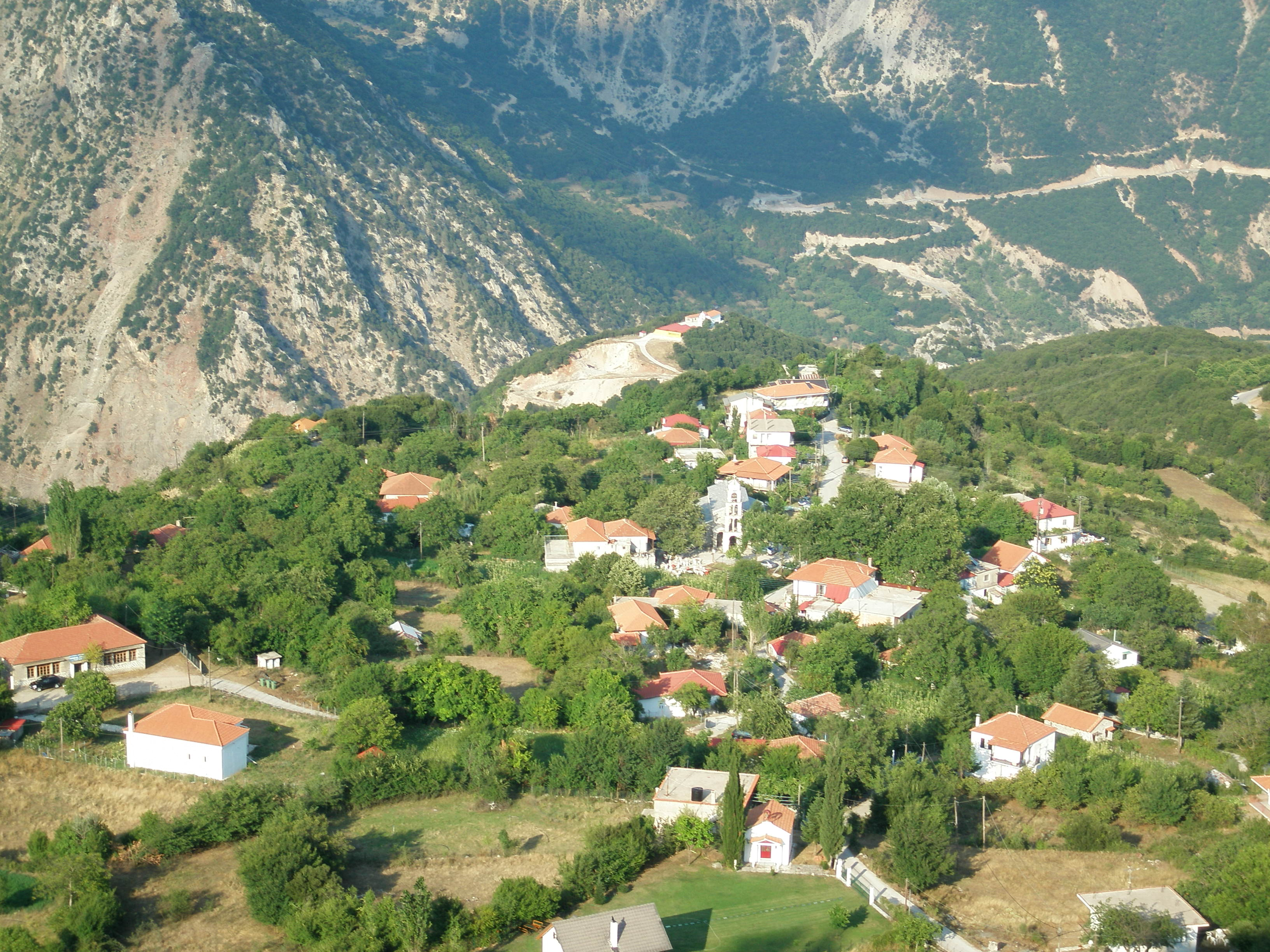
Piges
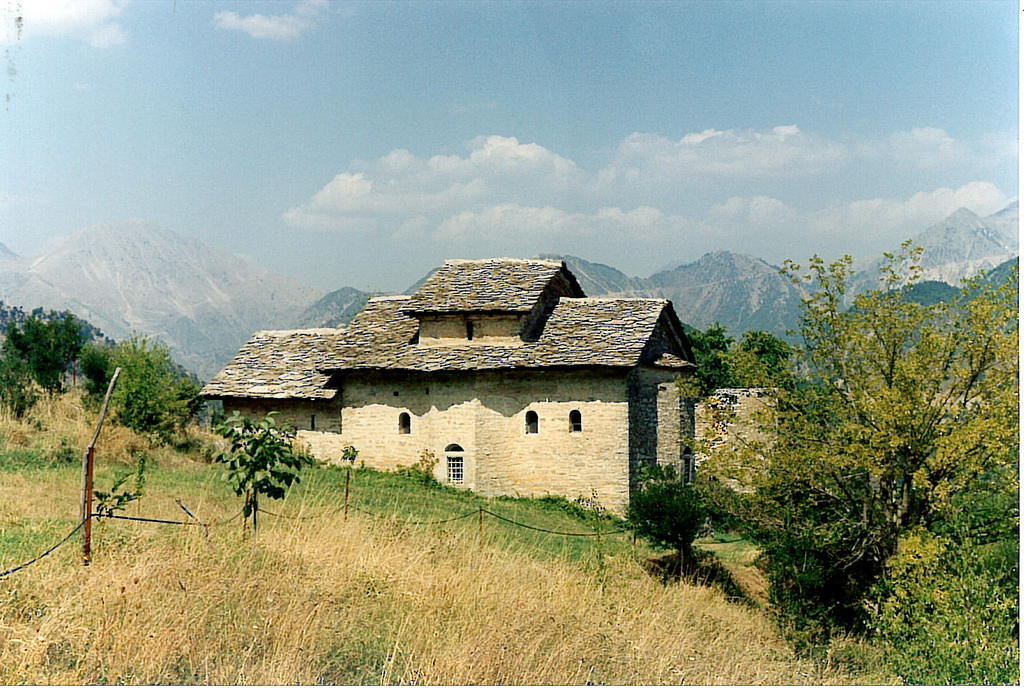
Das Kloster Seltsou über dem Acheloos
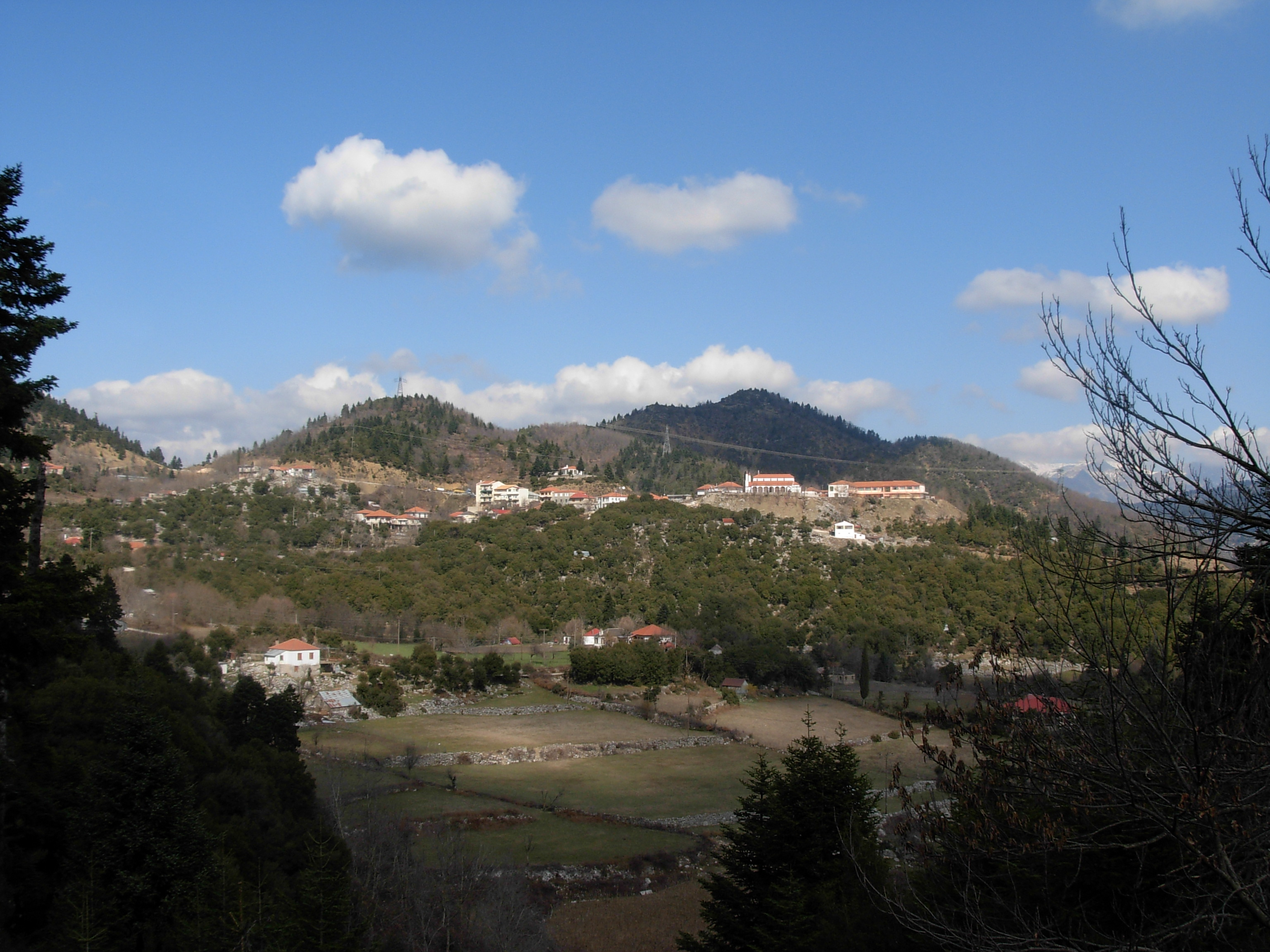
Astrochori

## Gemeindegliederung
Die Gemeinden, die bis 1997 bestanden, bilden heute Ortsgemeinschaften, die je einen lokalen Vertreter wählen. Die Einwohnerzahlen stammen aus dem Ergebnis der Volkszählung 2011.
- Gemeindebezirk Georgios Karaiskakis – Δημοτική Ενότητα Γεωργίου Καραϊσκάκη – 2.287
  - Ortsgemeinschaft Dimario – Τοπική Κοινότητα Δημαρίου – 296
    - Dimario – Δημάριο – 147
    - Paleochoraki – Παλαιοχωράκι – 149

  - Ortsgemeinschaft Diasello – Τοπική Κοινότητα Διάσελλου – 526
    - Diasello – Διάσελλο – 28
    - Kato Karya – Κάτω Καρυά – 14
    - Kokkinopilia – Κοκκινοπήλια – 16
    - Lakka – Λάκκα – 15
    - Panagia – Παναγιά – 450
    - Prosilia – Προσήλια – 3

  - Ortsgemeinschaft – Τοπική Κοινότητα Κλειδίου – 531
    - Agia Paraskevi – Αγία Παρασκευή – 78
    - Akropotamia – Ακροποταμιά – unbewohnt
    - Galani – Γαλάνι – 43
    - Klidi – Κλειδί – 173
    - Perdikorrachi – Περδικορράχη – 138
    - Petra – Πέτρα – 99

  - Ortsgemeinschaft Petra – Τοπική Κοινότητα Πέτρας – 493
    - Ano Petra – Άνω Πέτρα – 370
    - Kedros – Κέδρος – 30
    - Selina – Σέλινα – 93

  - Ortsgemeinschaft Skoulikaria – Τοπική Κοινότητα Σκουληκαριάς – 441
    - Agia Paraskevi – Αγία Παρασκευή – 52
    - Giannoti – Γιαννιώτι – 116
    - Skoulikaria – Σκουληκαριά – 273
- Gemeindebezirk Iraklia – Δημοτική Ενότητα Ηρακλείας – 1.239
  - Ortsgemeinschaft Ano Kalendini – Τοπική Κοινότητα Άνω Καλεντίνης – 512
    - Agios Athanasios – Άγιος Αθανάσιος – 21
    - Ano Kalendini – Άνω Καλεντίνη – 40
    - Varka – Βαρκά – 38
    - Epano Sesi – Επάνω Σέση – 247
    - Megas Kambos – Μέγας Κάμπος – 27
    - Pera Kalendini – Πέρα Καλεντίνη – 59
    - Plakoutseika – Πλακουτσαίικα – 19
    - Sesi – Σέση – 61

  - Ortsgemeinschaft Velentziko – Τοπική Κοινότητα Βελεντζικού – 230
    - Asfakero – Ασφακερό – 58
    - Velentziko – Βελεντζικό – 55
    - Karpino – Κάρπινο – 76
    - Pigi – Πηγή – 20
    - Selli – Σελλί – 21

  - Ortsgemeinschaft Dichomiri – Τοπική Κοινότητα Διχομοιρίου – 389
    - Agios Ioannis – Άγιος Ιωάννης – 42
    - Dichomiri – Διχομοίρι – 33
    - Zygos – Ζυγός – 87
    - Kokkino Lithari – Κόκκινον Λιθάρι – 19
    - Koufalos – Κούφαλος – 44
    - Kriselia – Κρισέλια – 71
    - Xirokambos – Ξηρόκαμπος – 93

  - Ortsgemeinschaft Retsiana – Τοπική Κοινότητα Ρετσιανών – 108
    - Agios Vlasios – Άγιος Βλάσιος – 24
    - Kranies – Κρανιές – unbewohnt
    - Litesi – Λιτέσι – 47
    - Retsiana – Ρετσιανά – 30
    - Fisota – Φισοτά – 7
- Gemeindebezirk Tetrafylia – Δημοτική Ενότητα Τετραφυλίας – 2.254
  - Ortsgemeinschaft Astrochori – Τοπική Κοινότητα Αστροχωρίου – 291
    - Astrochori – Αστροχώρι – 13
    - Voutaniada – Βουτανιάδα – 16
    - Kastanies – Καστανιές – 55
    - Platanos – Πλάτανος – 207

  - Ortsgemeinschaft Elati – Τοπική Κοινότητα Ελάτης – 178
    - Elati – Ελάτη – 71
    - Risesi – Ρισέσι – 32
    - Stavrovrysi – Σταυροβρύση – 75

  - Ortsgemeinschaft Kastania – Τοπική Κοινότητα Καστανέας – 315
    - Kastania – Καστανιά – 202
    - Milia – Μηλιά – 9
    - Petrou – Πέτρου – 15
    - Tselingiades – Τσελιγγάδες – 16
    - Fraxo – Φράξο – 73

  - Ortsgemeinschaft – Τοπική Κοινότητα Μεγαλόχαρης – 254
    - Agios Georgios – Άγιος Γεώργιος – 19
    - Afroxylia – Αφροξυλιά – 35
    - Krya Vrysi – Κρύα Βρύση – 66
    - Lambiri – Λαμπίρι – 23
    - Megalorachi – Μεγαλόχαρη – 51
    - Potistika – Ποτιστικά – 60

  - Ortsgemeinschaft Mesopyrgos – Τοπική Κοινότητα Μεσοπύργου – 416
    - Alonaki – Αλωνάκι – 23
    - Velanidia – Βελανιδιά – 63
    - Vouliagmeno – Βουλιαγμένο – 29
    - Vrysoula – Βρυσούλα – 56
    - Kanalia – Κανάλια – 10
    - Mesopyrgos – Μεσόπυργος – 144
    - Paleomylos – Παλαιόμυλος – 91

  - Ortsgemeinschaft – Τοπική Κοινότητα Μηλιανών	258
    - Alonia – Αλώνια – 23
    - Ano Karyes – Άνω Καρυές – 11
    - Langada – Λαγκάδα – 57
    - Miliana – Μηλιανά – 65
    - Perdika – Πέρδικα – 79
    - Pyrgos – Πύργος – 23

  - Ortsgemeinschaft Piges – Τοπική Κοινότητα Πηγών – 542
    - Agios Vasilios – Άγιος Βασίλειος – 28
    - Agios Nikolaos – Άγιος Νικόλαος – 88
    - Aidonia – Αηδονιά – 69
    - Dilofo – Δίλοφο – 80
    - Itea – Ιτέα – 51
    - Kasianos – Κασιανός – 9
    - Milies – Μηλιές – 99
    - Paleomylia – Παλαιομύλια – 19
    - Piges – Πηγές – 89
    - Choutiana – Χουτιανά – 10